# Axiom Mission 3
Axiom Mission 3 (lub Ax-3) – prywatny lot kosmiczny na Międzynarodową Stację Kosmiczną, który rozpoczął się 18 stycznia 2024 r. i trwał 21 dni. Misja została przeprowadzona przez firmę Axiom Space przy użyciu statku kosmicznego Crew Dragon należącego do amerykańskiej firmy SpaceX.

## Załoga
Załoga składała się z czterech osób, każdy z planowanych członków wyprawy ma doświadczenie jako pilot wojskowy. Amerykanin Michael López-Alegría jest dowódcą jako pracownik Axiom. Pilotem misji był Walter Villadei z włoskich sił powietrznych. Specjalistami misji byli: Alper Gezeravcı, który jest pierwszym w historii astronautą z Turcji oraz Szwed Marcus Wandt, który jako pierwszy z Grupy Astronautów Europejskiej Agencji Kosmicznej 2022 otrzymał misję lotu kosmicznego.
| Funkcja           | Astronauta                                                |
| ----------------- | --------------------------------------------------------- |
| Dowódca           | / Michael Lopez-Alegria, Axiom Space Szósty lot kosmiczny |
| Pilot             | Walter Villadei, AM Drugi lot kosmiczny                   |
| Specjalista misji | Alper Gezeravcı, TSA Pierwszy lot kosmiczny               |
| Specjalista misji | Marcus Wandt, SNSA / ESA Pierwszy lot kosmiczny           |

### Załoga rezerwowa
| Funkcja           | Astronauta                  |
| ----------------- | --------------------------- |
| Dowódca           | Peggy Whitson, Axiom Space  |
| Specjalista misji | Tuwa Cihangir Atasever, TSA |

## Misja
Lot rozpoczął się z Kompleksu startowego 39A w Kennedy Space Center na Florydzie i 20 stycznia zadokował do modułu Harmony będącego częścią Międzynarodowej Stacji Kosmicznej na okres dwóch tygodni.
Była to pierwsza komercyjna misja lotu kosmicznego astronauty sponsorowanego przez ESA. Komponentem misji Axiom 3, za który odpowiadał Wandt będzie „Munin”, który częściowo się pokrywał z misją innego skandynawskiego astronauty z ESA, Andreasa Mogensena – „Huginem”. Obie nazwy nawiązują do mitologicznej pary kruków towarzyszących Odynowi, Hugina i Munina.
Misja zakończyła się wodowaniem statku Dragon na wodach Oceanu Atlantyckiego 9 lutego 2024 roku po 21 dniach trwania misji.